# Leipzig Kings
Leipzig Kings byl německý tým amerického fotbalu v Lipsku, který hrál do sezóny 2023 European League of Football (ELF).

## Historie
Vstup týmu do European League of Football byl oznámen společně s týmy Berlin Thunder a Cologne Centurions v březnu 2021 jako součást úvodní sezóny European League of Football. V dubnu komisař ligy Patrick Esume ocenil potenciál Lipska pro rozvoj sportu a atletů na univerzitě, a to navzdory relativně krátké době, kterou tým měl na přípravu na první sezónu.Prvním trenérem se stal Fred Armstrong, který dříve trénoval národní týmy Švédska, České republiky a Rakouska a trenérské zkušenosti sbíral také s týmem Stuttgartem Scorpions a dvěma týmy z NFL, New York Jets a New York Giants.

## Stadion
Svá domácí utkání tým odehrává na stadionu Alfred-Kunze-Sportpark, který má kapacitu 4 999 míst.